# Усиление светских элементов в русской культуре XVII века
Усиле́ние све́тских элеме́нтов в ру́сской культу́ре XVII ве́ка — тенденции в развитии культуры, проявляющиеся в распространении светских знаний, отходе от религиозных канонов в литературе, зодчестве, живописи, усилении внимания к человеческой личности. В результате этого процесса по всей территории государства увеличивается количество образованных людей, благодаря появлению первых регулярных школ.
В науке это проявилось в росте интереса к изучению географии, истории, физики и математики; в литературе — в формировании демократичного светского направления; в архитектуре — в сближении облика культовых и гражданских построек; в живописи — в постепенном разрушении иконографических канонов и появлении реалистических тенденций.

## Особенности развития культуры XVII века
Развитие российского государства связано с социальными потрясениями, изменениями в общественно-экономической жизни, расширением связей с западноевропейскими странами и проникновением элементов научных знаний и культурных традиций этих стран, оказало значительное влияние на развитие русской культуры в XVII веке. В результате этих событий, ключевым процессом в развитии культуры стало её обмирщение, характеризующееся распространением светских знаний, отходом от религиозных догм в искусстве и повышением внимания к человеческой личности.
В XVII веке в культуре России происходит переход от средневековой церковной к более светской культуре Нового времени, сопровождающийся сложными процессами внутри государства. Изменения, связанные с этими процессами, проникают в различные сферы культуры. В первую очередь они касаются городской культуры, где проводниками новых идей выступают представители знати. Для них образцом служит жизнь кремлевского царского двора. Зачастую именно здесь появляются нововведения, характерные для новой культуры, которые затем распространяются повсеместно. Западноевропейская культура рассматривается как желаемый образец, поскольку она опередила российскую в темпах своего развития.

## Фольклор
Изменения в общественной жизни предопределили начало нового этапа в развитии народного творчества, характеризующегося, прежде всего, возникновением сатирических повестей, таких как: «О Шемякиной суде», «Повесть о Ерше Ершовиче», «Служба кабаку», «Сказание о куре и лисице» и другие. Произведения создавались преимущественно крестьянским населением и содержали протест против господствующих порядков. Поэтому в них высмеивались как светские господа, так и духовенство.
В то же время происходило сближение между устным народным творчеством и письменностью: были сделаны первые записи произведений фольклора — исторических песен, пословиц, былин, заклинаний, преданий. Достаточно широко были распространены сказки, а также былины о богатырях Киевской Руси и исторические песни о княжне Ксении, Ермаке и Степане Разине.
В русском фольклоре XVII века отразились основные политические события тех лет и выделялись три ключевые темы:
1. обличение произвола царского суда и служилых людей
2. рассказы о восстаниях крестьян, прославление героев крестьянской войны
3. борьба за независимость, песни и сказания о борьбе с польскими и шведскими интервентами

## Иконопись и зодчество
Появляется стремление сделать церковные здания более нарядными, заметен интерес к передаче объема, как в иконописи, так и лицевом шитье. Иконописцы используют в качестве образца западноевропейскую гравюру. Нередко заимствуется целиком композиция или её отдельные элементы. Предпринимаются попытки представить в иконе отражение реальной жизни: показать прямую перспективу, изобразить достаточно узнаваемо архитектуру и элементы пейзажа. Появляются иконы, выполненные в необычной сложной технике аппликации. В храмах возводятся пластичные состоящие из многочисленных деталей высокие резные иконостасы, появляются более яркие и разнообразно украшенные облачения священнослужителей, оклады икон и так далее.
Среди зодчих, иконописцев и мастеров декоративно-прикладного искусства того времени много выходцев много выходцев с западных окраин России, из Белоруссии и с Украины. Они привносят в русскую культуру того времени элементы западной культуры, влияние которой сами испытали.

## Убранство жилищ и одежда
Изменения претерпевает убранство жилищ русской знати. В интерьеры палат помещаются образцы западноевропейской мебели, выполненной как из дерева, так и из металла. На столах появляется посуда, привезенная из Европы, начинают использовать столовые вилки. Постепенно распространяются одежды европейского покроя.

## Школа и образование
Повышается количество грамотных людей. Больше внимания уделяется процессу образования, который по своему характеру становится все более светским. Наука стремится заниматься осмыслением опыта с целью применения его на практике. Развивается книгопечатание. Наряду с рукописными книгами издаётся печатная продукция, изготовлявшаяся на московском Печатном дворе. Это позволило выпустить массовым тиражом буквари, пособия по грамматике и арифметике. Книги, выполняемые по заказу царя и его ближайшего окружения, богато иллюстрируются. Даже книги духовного содержания начинают иллюстрироваться, тем самым позволяют воочию представить жизнь того времени.
Расширяется кругозор русских людей в области географии, истории, мифологии и так далее. Этому способствуют не только знания, полученные из книг, но и различные предметы, привозимые из Европы: шахматы, глобусы, предметы обихода, украшенные сценами из греческой и римской мифологии.
В 1621 году в Немецкой слободе в Москве была открыта школа, в которой изучались иностранные языки — латинский, немецкий. Тогда же Боярин Фёдор Ртищев создал школу для молодых дворян при Андреевском монастыре: там обучали греческому, латинскому, риторике, философии. При Спасском монастыре тоже работала школа: ей руководил Симеон Полоцкий. В 1687 году в Москве была открыта Славяно-греко-латинская академия во главе с греками братьями Лихудами. Здесь проходили весь школьный курс от низших до высших классов, начиная с грамматики и заканчивая философией, этикой, богословием. Принимали сюда людей всех желающих, независимо от статуса и финансового положения.

## Живопись
Русские живописцы проявляли интерес к человеческой личности, библейские сюжеты служили лишь поводом для изображения реальной жизни. В живописи проявлялись реалистические тенденции. Руководила художественной деятельностью Оружейная палата Кремля, где работал выдающийся художник — иконописец Симон Ушаков (1626—1686). В его творчестве уже заметны реалистические тенденции, пристальный интерес к изображению человеческого лица. На его иконе «Спас Нерукотворный» изображено живое одухотворенное лицо человека.
В рамках церковной живописи развивалась светская портретная живопись — парсуна. Картины выполнялись не в классической иконописной традиции, а приняли более реалистический характер. А в конце века живописцы перешли от парсуны к писанию портретов красками на холсте. Новое направление коснулось и росписи храмов. Библейские сюжеты на фресках начинают изображаться в образах реальной жизни.

## Развитие научных знаний
Продолжалось накопление и распространение научных знаний, в основном носивших прикладной характер. Составленный О. Михайловым устав о воинской науке давал практические сведения по геометрии, механике, физике, химии. В медицинской практике пользовались переводными пособиями по лечению. В аптекарском приказе обучали фармацевтов и врачей. На русский язык был переведен труд ученого эпохи Возрождения Андрея Везалия «О строении человеческого тела». В XVII веке уже умели извлекать кубические и квадратные корни, решать уравнения, измерять площади.
Освоение новых земель, расширение связей с другими странами способствовало накоплению географических знаний. В 1627 году были составлены «Большой чертеж» (карта) и «Книга Большому чертежу». Землепроходцы, осваивавшие Сибирь, присылали описания и «чертежи» этого края. После 1683 года возникло «Описание новые земли, сиречь Сибирского царства». Семен Ремезов составил «Чертежную книгу Сибири».

## Архитектура и появление русского театра
Новые веяния в архитектуре выражались прежде всего в отходе от средневековой строгости и аскетизма, в стремлении к внешней нарядности, живописности, декору. По сравнению с предыдущим временем значительно большее развитие получило каменное (кирпичное) строительство. Стали широко применяться новые виды строительных материалов — фигурный кирпич, многоцветные изразцы, белокаменные детали. Однако основным массовым строительным материалом оставалось дерево. Выдающимся памятником деревянного зодчества стал дворец Алексея Михайловича в подмосковном селе Коломенское, построенный в 1667—1678 года. Обветшавший дворец был разобран в 1768 году.
Во времена правления Алексея Михайловича создается первый российских придворный театр. Представление, данное во время торжеств по случаю вступления царя во второй брак, имело успех, поэтому государь приказал построить потешную палату. Второй придворный спектакль был дан по случаю рождения Петра I в 1642 году. Эту дату принято считать датой рождения русского театра. Первоначально труппа набиралась из жителей Немецкой слободы, позднее появляются русские актеры — из мещан и подьячих. Все роли исполняли мужчины. Первые спектакли были преимущественно духовного содержания на легендарно-исторические и библейские сюжеты. Также ставились балетные спектакли. Однако церковь враждебно относилась к светскому театру.
В конце XVII века возникает новый архитектурный стиль — нарышкинское, или «московское барокко». В его формировании заметную роль сыграло влияние западноевропейской архитектуры.